# Cabo blindado

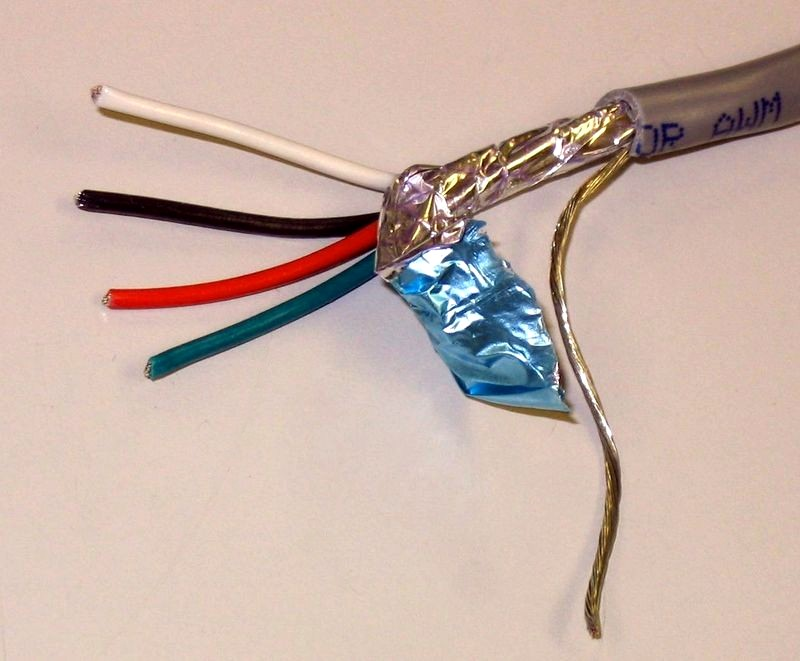
Cabo blindado de quatro condutores com blindagem de folha de metal e fio dreno.

Cabo coaxial.

Um cabo blindado é um cabo elétrico que possui uma camada condutora comum em torno de seus condutores para blindagem eletromagnética. Essa blindagem geralmente é coberta por uma camada mais externa do cabo. Tipos comuns de blindagem de cabo podem ser categorizados mais amplamente como tipo folha (doravante: filme metalizado), fios de fio contra-espiral (trançado ou não trançado) ou ambos. Um fio longitudinal pode ser necessário com lâminas espirais dielétricas para curto-circuitar cada volta.
A blindagem funciona como uma gaiola de Faraday – uma superfície que reflete a radiação eletromagnética. Isso reduz a interferência do ruído externo nos sinais e os sinais de irradiação e potencialmente perturbadores de outros dispositivos (consulte Compatibilidade eletromagnética). Para ser eficaz contra campos elétricos, a blindagem deve ser aterrada. A blindagem deve ser eletricamente contínua para maximizar a eficácia, incluindo quaisquer emendas de cabos. Para sinais de alta frequência (acima de alguns megahertz), isso se estende a conectores e invólucros, também circunferencialmente: A blindagem do cabo precisa ser conectada circunferencialmente ao invólucro, se houver, através do conector ou prensa-cabo.
Alguns tipos de cabo blindado usam a blindagem como caminho de retorno para o sinal. Como exemplos contrastantes, o cabo coaxial sim, enquanto o cabo twinax não.
Os cabos de alta tensão com isolamento sólido são blindados para proteger o isolamento do cabo, pessoas e equipamentos.

## Tipos
Existem muitos tipos de blindagens de cabos disponíveis comercialmente e o uso depende da aplicação.
- Blindagens combinadas
- Blindagens de alumínio
- Blindagens trançadas metálicas
- Blindagens espirais
- Blindagens de serviço
- Blindagens de fita

## Cabos de sinal
A melhor maneira de conectar cabos blindados para blindagem é aterrar a blindagem em ambas as extremidades do cabo. Tradicionalmente, existia uma regra prática para aterrar apenas a extremidade da fonte da blindagem para evitar loops de aterramento. A melhor prática é aterrar em ambas as extremidades, mas existe a possibilidade de loops de aterramento. Em aviões, um cabo especial é usado com uma blindagem externa para proteção contra raios e uma blindagem interna aterrada em uma extremidade para eliminar o zumbido do sistema de energia de 400 Hz.

## Aplicações
O uso de cabos blindados em sistemas de segurança fornece alguma proteção contra interferência de frequência de energia e rádio frequência, reduzindo o número de alarmes falsos gerados. A melhor prática é manter os cabos de dados ou de sinal fisicamente separados por pelo menos 3 polegadas (75 mm) dos circuitos de energia "pesados" que estão em paralelo.
O cabo de sinal analógico usado em aplicações de áudio profissionais geralmente é um cabo de par trançado blindado terminado em conectores XLR. O par trançado transporta o sinal em uma configuração de áudio balanceada. O cabo de áudio multicore colocado do palco para o console de mixagem também é blindado.
Os consumidores usam fio de cobre blindado com um condutor central em uma configuração desbalanceada.

## Cabos de força/energia
Cabos de força/energia de média e alta tensão, em circuitos acima de 2.000 volts, geralmente possuem uma camada de blindagem de cobre ou fita de alumínio ou polímero condutor. Se um cabo isolado não blindado estiver em contato com a terra ou um objeto aterrado, o campo eletrostático ao redor do condutor será concentrado no ponto de contato, resultando em descarga de corona e eventual destruição do isolamento. A corrente de fuga e a corrente capacitiva através do isolamento apresentam perigo de choque elétrico. A blindagem aterrada equaliza o estresse elétrico ao redor do condutor, desvia qualquer corrente de fuga para o solo. Cones de alívio de tensão devem ser aplicados nas extremidades da blindagem, especialmente para cabos operando a mais de 2 kV à terra.
As blindagens nos cabos de alimentação podem ser conectadas ao aterramento em cada extremidade da blindagem e nas emendas para redundância para evitar choques, mesmo que a corrente induzida flua na blindagem. Essa corrente produzirá perdas e aquecimento e reduzirá a corrente nominal máxima do circuito. Os testes mostram que ter um condutor de aterramento nu adjacente aos fios isolados conduzirá a corrente de falha para a terra mais rapidamente. Em circuitos de alta corrente, as blindagens podem ser conectadas apenas em uma extremidade. Em circuitos de alta tensão muito longos, a blindagem pode ser dividida em várias seções, uma vez que uma blindagem longa pode gerar tensões perigosas durante uma falha no circuito. Existe o risco de choque elétrico por ter apenas uma extremidade da blindagem aterrada. O aumento máximo de potencial de blindagem recomendado é de 25 volts. [citação necessária] IEEE 422 e 525 lista os comprimentos de cabo que limitariam o potencial de blindagem a 25 volts para uma aplicação de aterramento de ponto único.
| Tamanho do condutor | Um cabo por duto (pés) | Três cabos por duto (pés) |
| ------------------- | ---------------------- | ------------------------- |
| 1/0 AWG             | 1250                   | 4500                      |
| 2/0 AWG             | 1110                   | 3970                      |
| 4/0 AWG             | 865                    | 3000                      |
| 250 kcmil           | 815                    | 2730                      |
| 350 kcmil           | 710                    | 2260                      |
| 400 kcmil           | 655                    | 2100                      |
| 500 kcmil           | 580                    | 1870                      |
| 750 kcmil           | 510                    | 1500                      |
| 1000 kcmil          | 450                    | -                         |
| 2000 kcmil          | 340                    | -                         |